# Macropodaphis paradoxa
Macropodaphis paradoxa är en insektsart. Macropodaphis paradoxa ingår i släktet Macropodaphis och familjen långrörsbladlöss. Inga underarter finns listade i Catalogue of Life.